# Le Tréhou
Le Tréhou é uma comuna francesa na região administrativa da Bretanha, no departamento Finisterra. Estende-se por uma área de 23,24 km². Em 2010 a comuna tinha 651 habitantes (densidade: 28 hab./km²).